# Roberto Estuardo, duque de Albany
Roberto Estuardo, duque de Albany (c. 1340 - 3 de septiembre de 1420) fue un miembro de la casa real de Escocia, y actuó como regente (al menos parcialmente) de tres reyes escoceses distintos: Roberto II, Roberto III y Jacobo I. Además de ser nombrado duque de Albany en 1398, también tuvo los títulos de conde de Menteith, conde de Fife (hasta su renuncia en 1372), conde de Buchan (de 1394 hasta su renuncia en 1406) y conde de Atholl (en vida de Roberto III). Político implacable, Albany fue considerado responsable del asesinato de su sobrino, el duque de Rothesay, hermano del futuro rey Jacobo I de Escocia. Jacobo estuvo cautivo en Inglaterra 18 años, durante los cuales Albany gobernó Escocia como regente, prácticamente como rey. Murió en 1420 y le sucedió su hijo, Murdoch Estuardo, que fue ejecutado por traición cuando Jacobo regresó a Escocia en 1425, lo que casi provocó la completa desaparición de la rama Albany de la dinastía Estuardo.

## Juventud y linaje
Roberto Estuardo era el segundo hijo del futuro rey Roberto II de Escocia (1316–1390) y de Elizabeth Mure de Rowallan. Este matrimonio se consideró nulo en sus comienzos, lo que hizo que en ciertos círculos los descendientes se vieran como ilegítimos. No obstante, en 1349 se emitió una dispensa papal que legitimó el matrimonio y los hijos. El abuelo de Roberto fue Walter Estuardo, VI gran senescal de Escocia, y su padre fue el primer monarca de la dinastía Estuardo. Su bisabuelo fue Roberto Bruce, legendario vencedor de la batalla de Bannockburn.
Roberto Estuardo se crio en una gran familia con numerosos hijos. Su hermano mayor Juan Estuardo se convirtió en conde de Carrick en 1368, y fue coronado más tarde rey de Escocia con el nombre de Roberto III.
En 1361, Roberto se casó con la condesa de Menteith, Margaret Graham, una acaudalada viuda que lo tomó como cuarto marido, lo que le dio derecho a utilizar los títulos de conde de Menteith y Fife. En 1362, la pareja tuvo un hijo varón, Murdoch Estuardo, que en su momento heredó los títulos y propiedades de sus padres.
Roberto es responsable  de la construcción del castillo de Doune, que en la actualidad se mantiene en muy buen estado. Cuando Roberto fue nombrado conde de Menteith, se le otorgaron las tierras sobre las que se asienta en castillo. Su construcción podría haber empezado en cualquier momento después de este nombramiento.

## Política y guerras

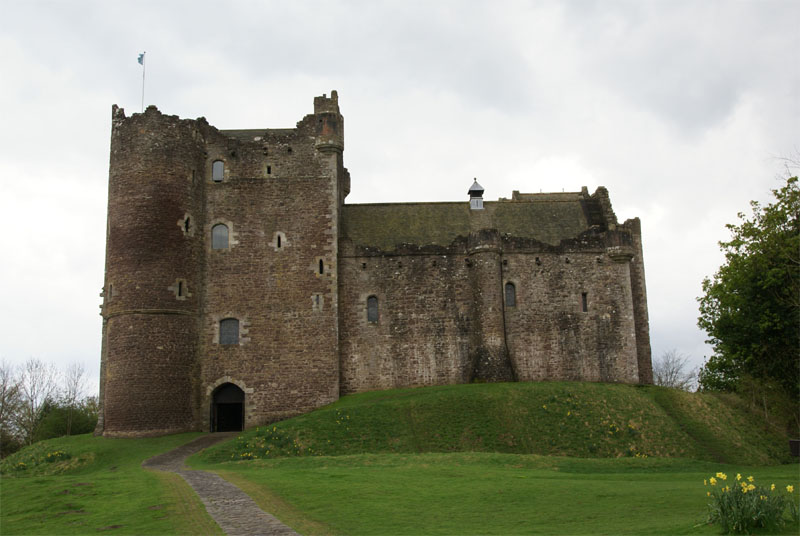
El castillo de Doune, construido por Roberto Estuardo.

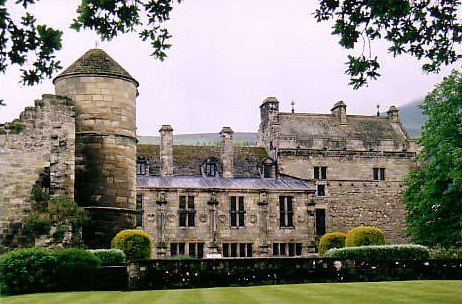
Castillo de Falkland, donde murió en extrañas circunstancias el duque de Rothesay, sobrino de Roberto Estuardo

La política escocesa de finales del siglo XIV era inestable y brutal, y buena parte de la carrera de Albany estuvo dedicada a adquirir tierras, propiedades y títulos, a menudo por medios violentos. En 1389, su hijo Murdoch fue nombrado Justiciar North of the Forth, la máxima autoridad legal del reino, y a partir de entonces ambos se dedicaron a expandir los intereses de la familia, entrando en violentas confrontaciones con otros miembros de la nobleza.
Durante el reinado de su padre, el rey Roberto II, Roberto y su hermano mayor, lord Carrick, actuaron como regentes de Escocia, siendo Albany el Gran Lord Chambelán de Escocia. También llevaron a cabo varias expediciones militares contra el Reino de Inglaterra.
En 1389, el conde de Carrick quedó incapacitado en un accidente, y aunque de todas formas accedió al trono con el nombre de Roberto III en 1390, esta «enfermedad del cuerpo» provocó que el control del reino acabara, en 1399, en manos de su hijo y heredero, David Estuardo, duque de Rothesay. Aunque en 1398 Roberto recibió el título de duque de Albany, lo que le procuró más influencia y riqueza, el poder había comenzado a decantarse hacia su sobrino.

### Asesinato del duque de Rothesay
Los ingleses invadieron Escocia, y entre Albany y Rothesay surgieron serias diferencias. En 1401, Rothesay fue acusado de apropiarse injustificadamente de sumas procedentes de las aduanas de los Burghs situados en la costa este, y de confiscar las temporalidades de la diócesis vacante de Saint Andrews. Rothesay, junto con su tío Alejandro Estuardo, se había enfrentado a la influencia de Albany, y en cuanto cesó de su puesto de Teniente del Reino, Albany actuó de forma veloz y despiadada: Rothesay fue detenido y encarcelado en el castillo de Falkland, donde murió en marzo de 1402. Esta muerte se debió posiblemente a Albany, que veía con aprensión la posibilidad de que el joven príncipe llegara al trono. Aunque sobre él recayeron fuertes sospechas, fue exonerado de toda culpa por un consejo general, que llegó a la conclusión de que «por la Divina Providencia y no otra razón, se discierne que [el duque de Rothesay] dejó este mundo».
No obstante, aunque Albany fue exculpado, persistieron las sospechas sobre su intervención en la muerte de Rothesay, especialmente por parte del hermano menor del fallecido, el futuro Jacobo I de Escocia, lo que acabaría por provocar la caída de la rama Albany de los Estuardo. 
Tras la muerte de Rothesay, el rey comenzó a temer por su segundo hijo, Jacobo, que huyó de escocia por su propia seguridad. John Debrett, en 1805, escribió:
«Para evitar un destino similar, el rey Roberto decidió enviar a su hijo menor, entonces de unos nueve años, a Francia, pero encontrándose mareado se vio obligado a desembarcar en las costas inglesas (…) fue mantenido cautivo en Inglaterra dieciocho años. Por todas estas desgracias, el rey Roberto murió de pena en 1406».

### Regente de Escocia

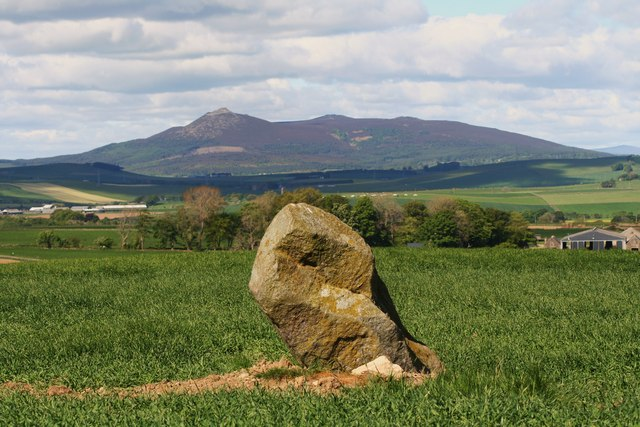
Lugar de la batalla de Harlaw, que en 1411 enfrentó a Donald McDonald II Lord de las Islas, y los Estuardo

Tras la muerte de su hermano, el rey Roberto III, Albany gobernó Escocia como regente. Su sobrino, el futuro Jacobo I de Escocia seguiría en el exilio, cautivo en Inglaterra, durante 18 años. Como era previsible, Albany no hizo ningún esfuerzo por pagar el rescate del príncipe para traerlo de vuelta a Escocia, concentrando sus energías en afianzar su propio poder y sus intereses.
El triunfo político de Albany no resolvió las diferencias con otros miembros de la nobleza, en concreto con Donald McDonald, II Lord de las Islas, que en 1411 encabezó un ejército de clanes de las Highlands contra los Estuardo. Este conflicto comenzó cuando Albany intentó asegurar el condado de Ross para su hijo John, a pesar de las pretensiones más justas de McDonald. El 24 de julio de 1411, en la batalla de Harlaw, célebre por su crueldad, las bajas fueron enormes en ambos bandos, y la retirada de McDonald permitió a los Estuardo atribuirse una victoria estratégica. El ejército de los estuardo estaba a las órdenes del sobrino de Albany, Alejandro Estuardo, conde de Mar, que años después formaría parte del jurado de caballeros y nobles que condenaron al hijo de Albany, Murdoch Estuardo y a dos de sus hijos por traición, aniquilando virtualmente la rama Albany de los Estuardo.

## Matrimonios y descendencia

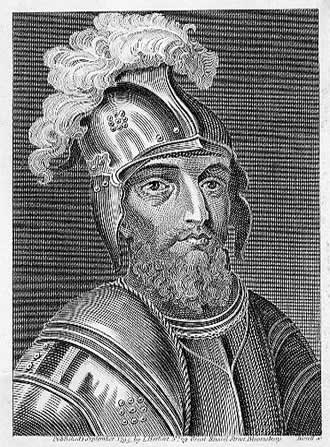
El hijo de Estuardo, Juan Estuardo, Conde de Buchan, en un grabado de finales de. Bunchan murió en la batalla de Verneuil en 1424

Albany se casó dos veces. En primer lugar en 1361, con Margaret Graham (1334–1380), condesa de Menteith, una acaudalada divorciada que ya había tenido tres maridos. La pareja tuvo ocho hijos, siete hijas y un varón: 
- Janet Estuardo (se casó con David de Moubray)
- María Estuardo (se casó con William Abernathy)
- Margarita Estuardo (se casó con John Swinton)
- Juana Estuardo (se casó con Robert Stewart)
- Beatriz Estuardo (se casó con James Douglas)
- Isabel Estuardo (se casó con Alexander Leslie y después con Walter de Haliburton)
- Murdoch Estuardo, duque de Albany (1362–1425) (se casó con Joan Douglas y después con Isabel, condesa de Lennox).
- Margery Estuardo (se casó con Duncan Campbell)

Margaret murió en 1380 y Albany se casó posteriormente con Muriella Keith, con quien tuvo tres hijos:
- Juan Estuardo, conde de Buchan (1381–1424); luchó en Francia contra los ingleses durante la Guerra de los Cien Años, y murió en la batalla de Verneuil el 17 de agosto de 1424.
- Roberto Estuardo, conde de Ross
- Isabel Estuardo (se casó con Malcolm Fleming)

## Fallecimiento y legado

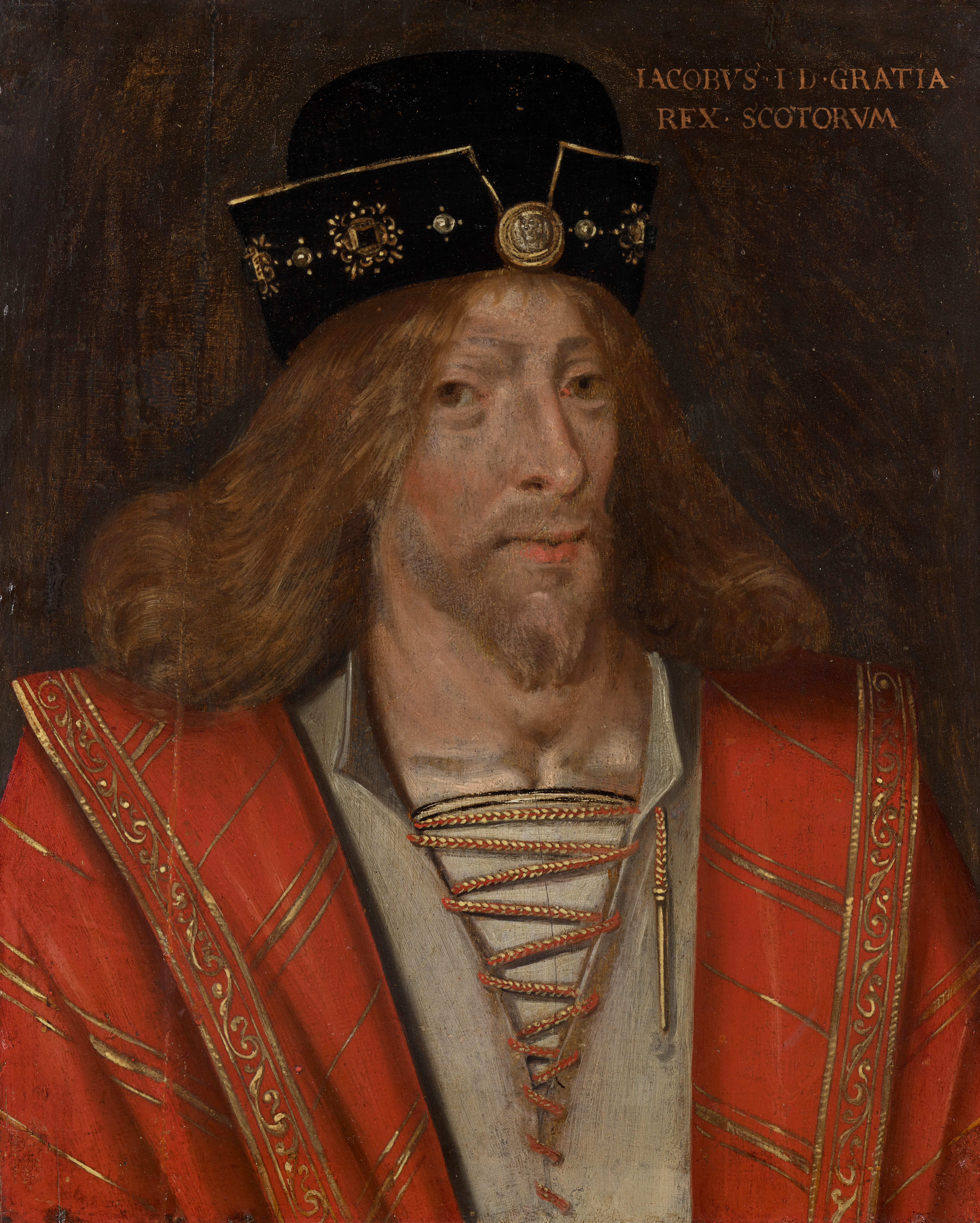
El rey Jacobo I de Escocia, sobrino de Roberto Estuardo, que llevó a cabo su venganza contra la rama Albany de los Estuardo

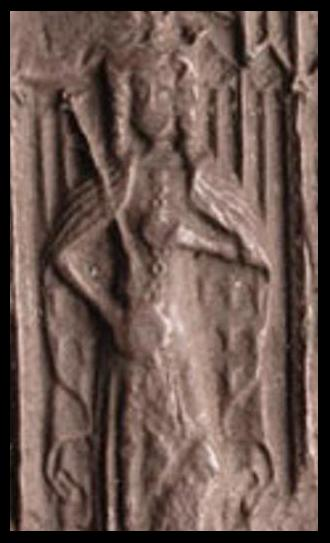
El hijo de Albany, Murdoch Stewart

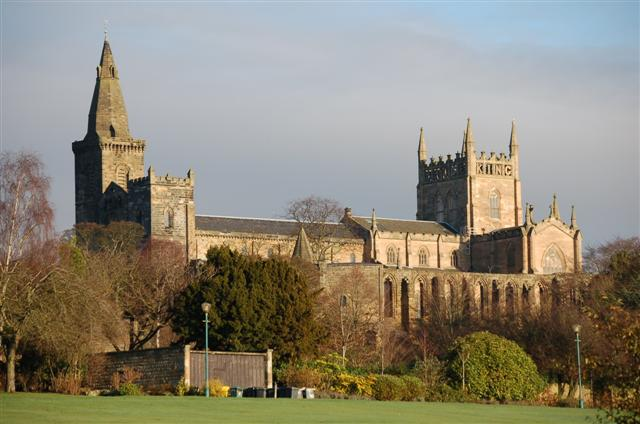
La abadía de Dunfermline, donde fue enterrado Albany

El duque de Albany murió en 1420 en el castillo de Stirling y está enterrado en la abadía de Dunfermline, en Fife. Le sucedió como duque de Albany y regente de Escocia su hijo Murdoch Estuardo. Pero Murdoch no disfrutó mucho tiempo de su poder. En 1425 el rey Jacobo regresó a Escocia después de 18 años de cautiverio en Inglaterra, y mandó ejecutar a Murdoch y a buena parte de su familia por traición, provocando la práctica desaparición de la rama Albany de la familia Estuardo.
El único heredero varón superviviente de Murdoch fue su hijo menor, Jacobo el Obeso, que huyó a Irlanda tras una breve rebelión contra el rey por el arresto de su padre y hermanos.  Jacobo permaneció en Irlanda hasta su muerte en 1429. Nunca pudo heredar los títulos de su padre, ya que habían sido confiscados. 
Un bisnieto de Albany, Jacobo Estuardo (c. 1410-1470), consiguió el indulto del rey y su permiso para regresar a Escocia, aunque la familia nunca recuperó sus propiedades. 